# 神奈川県道201号保土ヶ谷停車場線
神奈川県道201号線保土ヶ谷停車場線（かながわけんどう201ごう ほどがやていしゃじょうせん）とは、神奈川県横浜市保土ケ谷区の保土ヶ谷一丁目本陣跡前交差点（国道1号）からJR横須賀線保土ケ谷駅西口を結ぶ一般県道である。ほとんどが起点→終点方向の一方通行であり、終点→起点方向への走行は出来ない。
環状1号の一部を為す。

## 接続する道路等

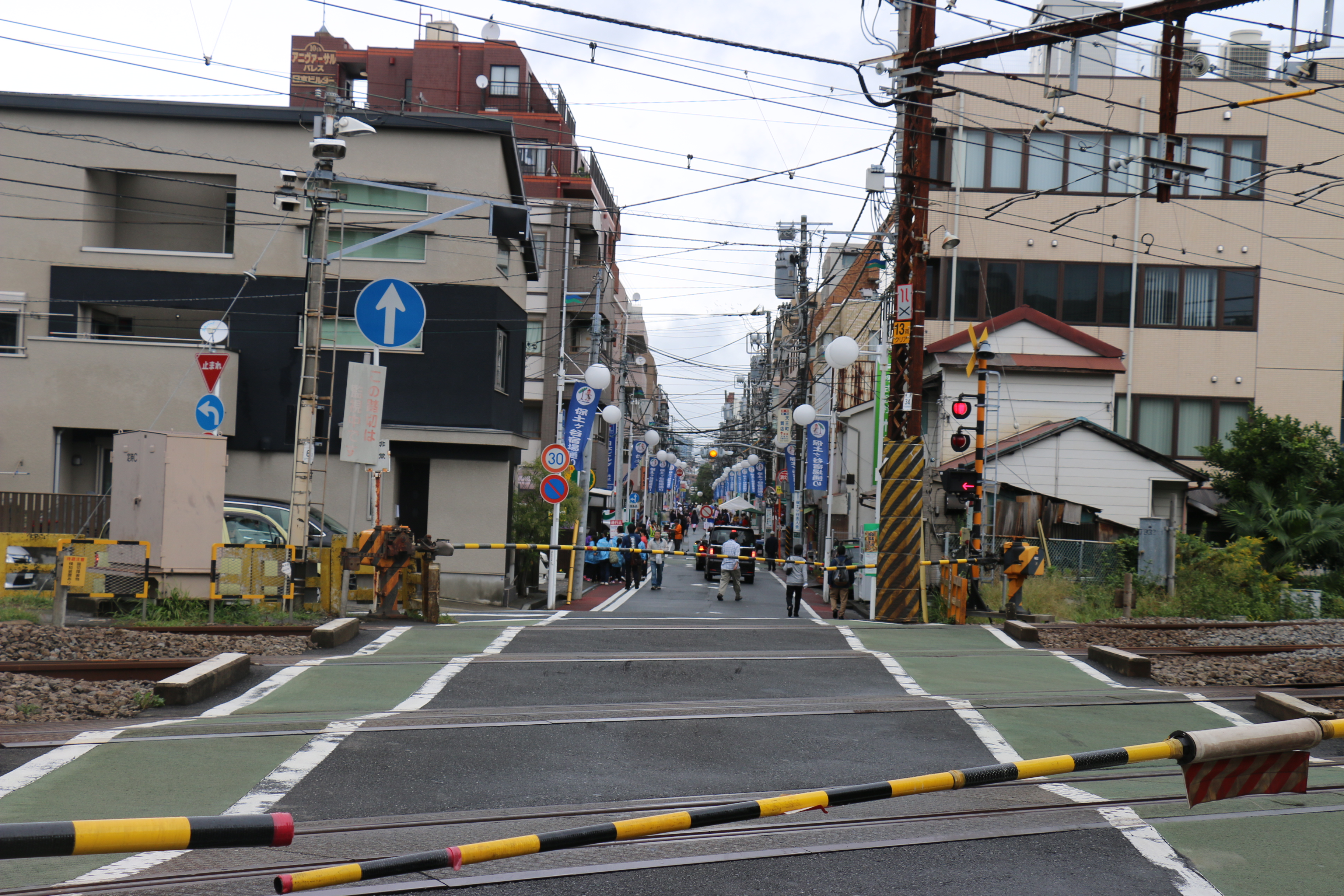
起点付近、東海道本線の踏切にて。

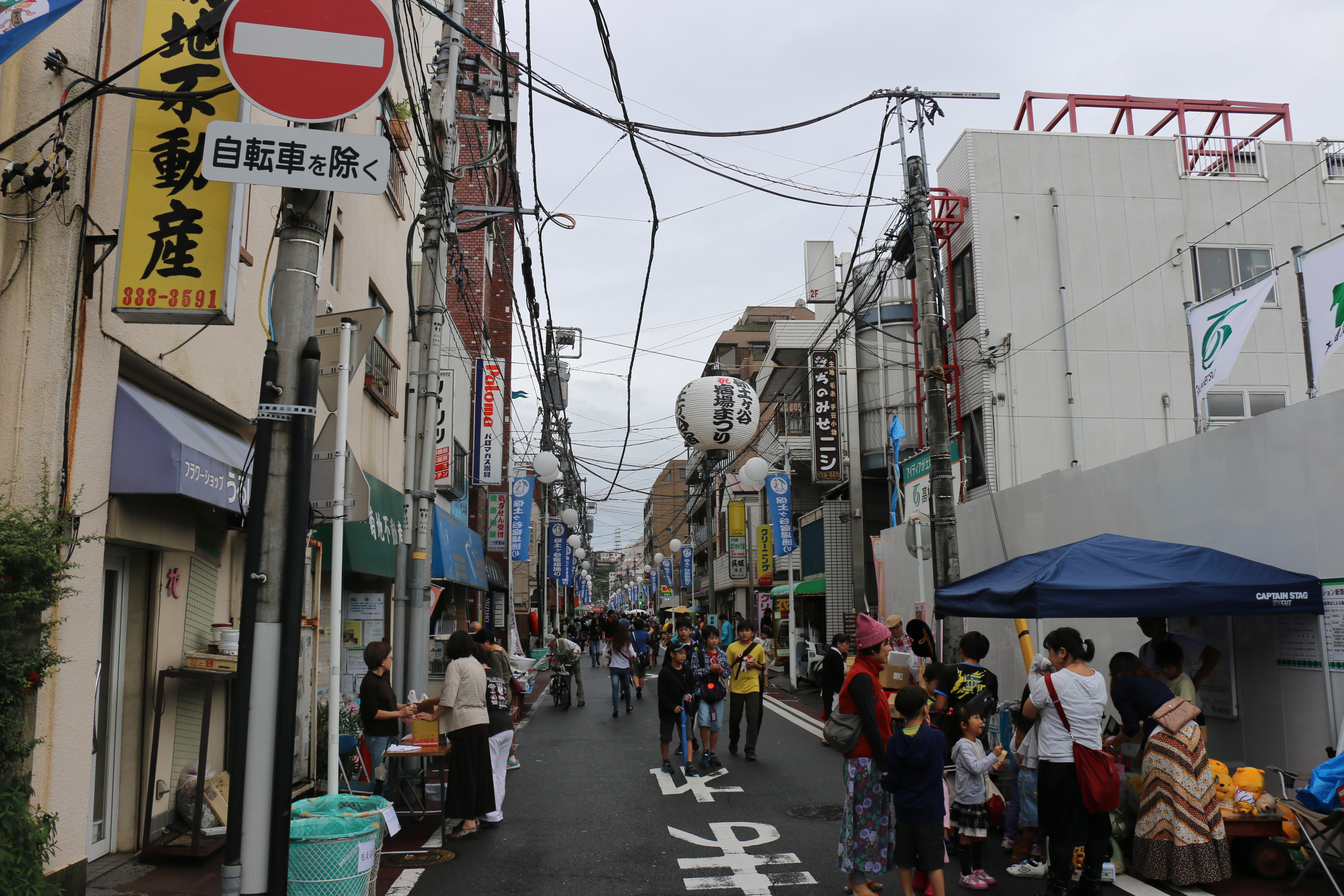
終点付近。(2015年10月11日撮影)

- 国道1号（東海道、保土ヶ谷一丁目交差点）
- JR東海道本線、JR横須賀線（踏切）
- 横浜市道保土ヶ谷駅浅間線（環状1号線）
- 今井川（中野橋）
- 保土ケ谷駅前

## 周辺
- JR横須賀線 保土ケ谷駅西口
- 保土ヶ谷税務署